# エーリヒ5世 (ザクセン＝ラウエンブルク公)
エーリヒ5世（Erich V., ? - 1435年）は、ザクセン＝ラウエンブルク公エーリヒ4世とゾフィー・フォン・ブラウンシュヴァイク＝リューネブルクの息子。エーリヒ5世と弟のヨハン4世は1411/2年に父の跡を継いでザクセン＝ラウエンブルク公となり、1414年にヨハン4世が亡くなった後はエーリヒ5世は単独で統治した。

## 生涯
1401年に父のはとこにあたるザクセン＝ベルゲドルフ＝メルン公エーリヒ3世が死去すると、エーリヒ5世の父エーリヒ4世がエーリヒ3世の公領を相続した。その後、エーリヒ4世は再統合された公領をエーリヒ5世およびその弟ヨハン4世と共同統治した。しかし、メルン領（1359年に買い戻し協定に基づいてリューベックに売却）やベルゲドルフ領、フィーアランデ、ザクセンヴァルトとゲーストハッハトの半分など、エーリヒ3世が所有していた領地の大部分は1370年にリューベックに質入れされていた。
エーリヒ3世は、自身の死後に相続人が債権を返済して償還し、メルンを買い戻す権利を行使するまで、リューベックにこれらの地域を領有する権利を与えており、それらを取り戻すためには合計で26,000リューベックマルクが必要であった。1401年、エーリヒ4世は息子のエーリヒ5世およびヨハン4世の支援を受けて、リューベックが領地を占領する前に、返済することなく質入れされた地域を強制的に占領した。しかしこれをリューベックは黙認した。1411年、エーリヒ5世とその弟ヨハン4世および父エーリヒ4世は、「ベーダーケーザー城とベーダーケーザーのフォークタイに属するラント・ヴルシュテンとレーエの管轄下にあるもの」全てを含むベーダーケーザーのフォークタイとベーダーケーザー城の領地をブレーメン上院に質入れした。管轄下の領地、フォークタイおよび城は、疫病に見舞われ1349年から1350年にかけて没落したベーダーケーザーの騎士らから譲り受けたものであった。
1420年、エーリヒ5世はブランデンブルク選帝侯フリードリヒ1世を攻撃し、リューベックはブランデンブルクを支援する同盟によりハンブルクが加わった。両都市の軍隊は第二の戦線を開き、数週間以内にベルゲドルフ、リーペンブルク城およびエスリンゲン川の料金徴収所（現在のツォレンシュピーカー・フェリー）を征服した。このため、エーリヒ5世は1420年8月23日にペルレンブルクの和約に同意せざるを得なくなり、この和約ではエーリヒ5世、エーリヒ4世およびヨハン4世が1401年に武力で占領したすべての地域をハンブルクとリューベックに取り消し不能の形で譲渡することが定められていた。
ザクセン＝ラウエンブルクとザクセン選帝侯領（ザクセン＝ヴィッテンベルク）は1296年にザクセン公領が分割したことにより成立したものであったが、1422年にザクセン選帝侯のアスカーニエン家が断絶すると、エーリヒ5世は全ザクセンを自分の手中に再統一することを目指した。特にエーリヒ5世は、ヨハン1世が1285年に亡くなって以来、ザクセン＝ラウエンブルクとザクセン＝ヴィッテンベルクの間で争われていたザクセン選帝侯の特権を要求していた。しかし、1356年に皇帝カール4世は独占的にザクセン＝ヴィッテンベルク公を選帝侯として認めたが、ザクセン＝ラウエンブルクも主張を取り下げることはなかった。
しかし、神聖ローマ皇帝ジギスムントはすでにマイセン辺境伯フリードリヒ4世に、軍事的支援に報いるためにザクセン選帝侯位を与える約束をしていた。1425年8月1日、アスカーニエン家のエーリヒ5世の抗議にもかかわらず、ジギスムントはヴェッティン家のフリードリヒ4世にザクセン選帝侯位を与えた。
エーリヒ5世の立場が弱まったため、弟ベルンハルト2世はエーリヒ5世に公領を共同統治とするよう求めた。1426年、エーリヒ5世は最終的に同意し、ベルンハルト2世を共同統治の公爵とし、エーリヒ5世の死後にベルンハルト2世が公領を単独で統治した。

## 結婚と子女

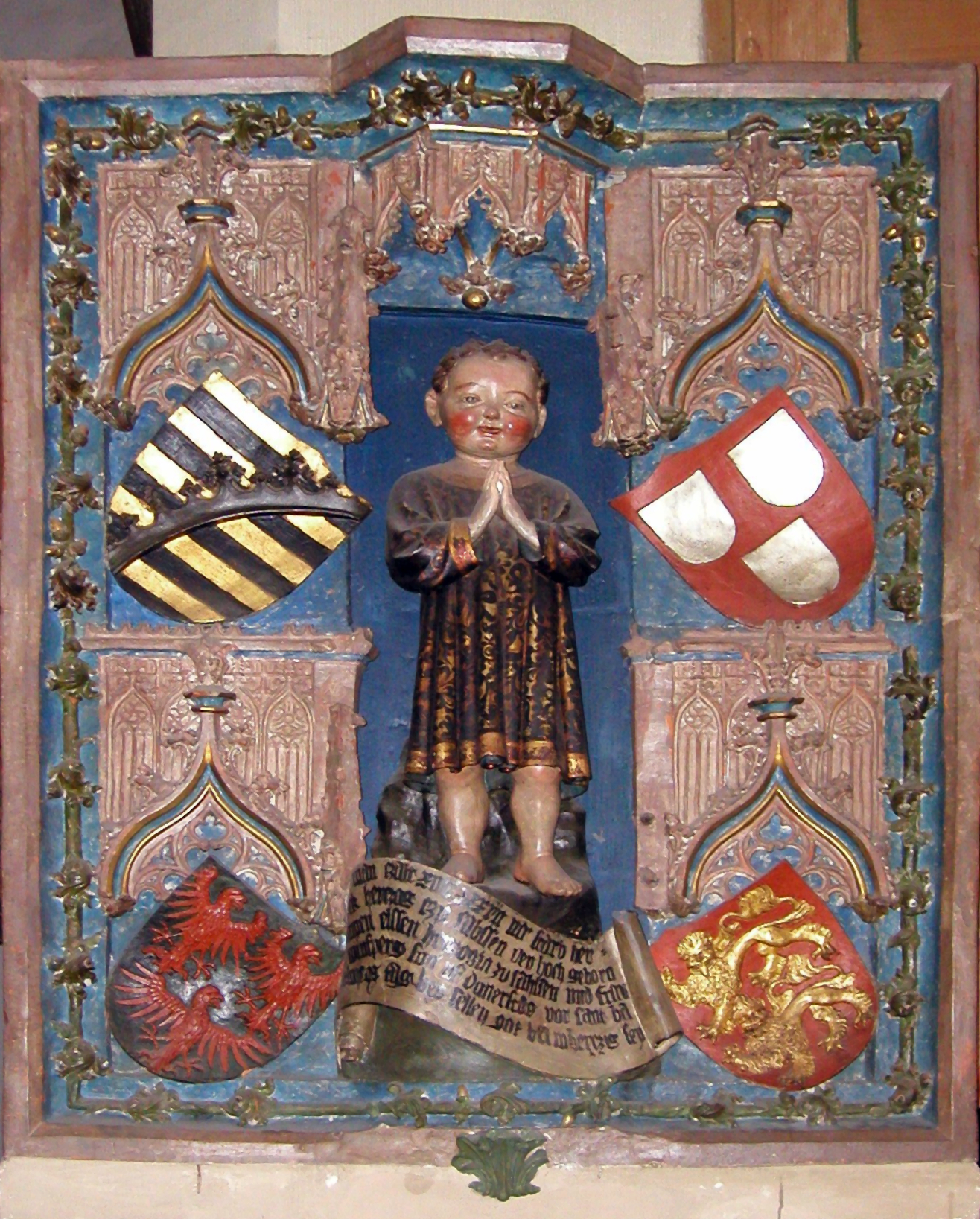
ヴァイカースハイムの聖ゲオルク教会にある息子ハインリヒの墓碑

1404年、エーリヒ5世はホルシュタイン＝レンズブルク伯ニコラウスの娘でメクレンブルク公アルブレヒト4世の未亡人であったエリーザベト・フォン・ホルシュタイン＝レンズブルク（1360年 - 1416年）と結婚した。エーリヒ5世とエリーザベトの間には子供が生まれなかった。
1422年以前に、エーリヒ5世はコンラート9世・フォン・ヴァインスベルクの娘エリーザベト・フォン・ヴァインスベルク（1397年 - 1498年以降）と結婚した。この結婚で生まれた息子ハインリヒは1437年に早世した。このため、エーリヒ5世の死後には弟ベルンハルト2世が跡を継いだ。
- ハインリヒ（? - 1437年） - 早世

ヘンリーは母方の祖父母の元に滞在中に亡くなり、ヴァイカースハイムにある今日のルター派の聖ゲオルク教会に埋葬され、ハインリヒを追悼する墓碑銘が残されている。